# David Karamanis
David Karamanis – australijski zapaśnik walczący w stylu wolnym. Srebrny medalista mistrzostw Oceanii w 2012 roku.